# Talsperre Lehnmühle
Die Talsperre Lehnmühle ist eine Talsperre im Freistaat Sachsen. Sie liegt im Osterzgebirge im Landkreis Sächsische Schweiz-Osterzgebirge zwischen den Städten Frauenstein und Dippoldiswalde. Das gestaute Gewässer ist die auf dem Kamm des Erzgebirges entspringende Wilde Weißeritz.

## Geschichte
Mehrere Hochwasserkatastrophen im 19. Jahrhundert, insbesondere das schwere Hochwasser vom Sommer 1897, veranlassten die sächsische Staatsregierung, im Osterzgebirge einen wirksamen Hochwasserschutz zum Schutz der Städte Dresden und Freital zu errichten. Gleichzeitig sollte mit den Talsperren die Trinkwasserversorgung der genannten Städte gewährleistet werden. Nach dem Bau der Talsperre Malter (1908–1913) und der Talsperre Klingenberg (1908–1914) entstand die Talsperre Lehnmühle als drittes Bauwerk in den Jahren der Weltwirtschaftskrise.
Die Talsperre wurde von 1927 bis 1931 erbaut. Die Staumauer besteht aus Gneis-Bruchsteinen, die in zwei nahegelegenen Steinbrüchen gewonnen wurden. Die technische Ausstattung stammte von den Polte-Werken. Durch den Bau der Talsperre musste die Straße von Schmiedeberg nach Frauenstein neu trassiert werden. Die Straße (heute Bundesstraße 171) wurde in einem großen Bogen nach Süden verschwenkt und quert die Talsperre auf einem Damm mit Durchlass am oberen Ende des Stauraums.
1959 wurde an der Talsperre ein Kraftwerk mit einer Francis-Turbine installiert, das seit 1965 Strom erzeugt. Die Turbinenleistung beträgt 600 Kilowatt.
Zwischen 1975 und 1990 erfolgte eine umfassende Sanierung der Staumauer mit Neuverfugung der Wasserseite und Erneuerung der Mauerkrone. Die Betriebseinrichtungen (Grundablassleitung, Entnahmeleitungen, Elektroausrüstungen) wurden zwischen 1998 und 2000 erneuert.

### Steinbrückmühle
Im Bereich des heutigen Stausees befand sich früher die kleine Siedlung Steinbrückmühle rund um die namensgebende Wassermühle samt Sägewerk und die sogenannte Kreherschmiede. Die Flutung dieser Siedlung begann im Zuge einer Schneeschmelze im Januar 1932 – einige Monate früher als ursprünglich geplant. Zu diesem Zeitpunkt waren Gaststätte, Schmiede und Sägewerk der Siedlung noch nicht vollständig geräumt, so dass die Bewohner mit Booten evakuiert werden mussten.
Über die Weißeritzbrücke an der Steinbrückmühle verlief ehemals die sogenannte Zinnstraße von den Zinnerzgruben in Altenberg und Niederpöbel zu den Verhüttungsanlagen in Freiberg. Diese Alte Zinnbrücke 50° 49′ 10,9″ N, 13° 35′ 30″ O über die Wilde Weißeritz ist noch erhalten und bis zu einem Talsperren-Füllstand von etwa 30 % sichtbar, z. B. in den Jahren 1975 und 2018 bis 2020.

### Lehnmühle
Unterhalb der Staumauer befand sich die Lehnmühle, welche der Talsperre ihren Namen gab. Die Wassermühle, die als Mahl- und Brettmühle arbeitete, wurde 1536 erstmals urkundlich genannt. Sie gehörte damals zum Hennersdorfer Lehngut und unterstand später auch dem Rittergut Reichstädt. Um 1870 wurde hier eine Holzschleiferei eingerichtet. Nach dem Zweiten Weltkrieg wurde in einem Gebäude ein Sauerstoffwerk eingerichtet, aus dem später eine Landmaschinenfabrikation hervorging. Die Wasserwirtschaftsdirektion der Talsperre nutzte bis 1978 ein weiteres Gebäude der alten Mühle. Wegen Leerstand und Verfall wurden die Gebäude Ende 2006 abgerissen. Heute erinnert ein kleiner Rastplatz mit einer Informationstafel an die alte Lehnmühle.

## Staumauer

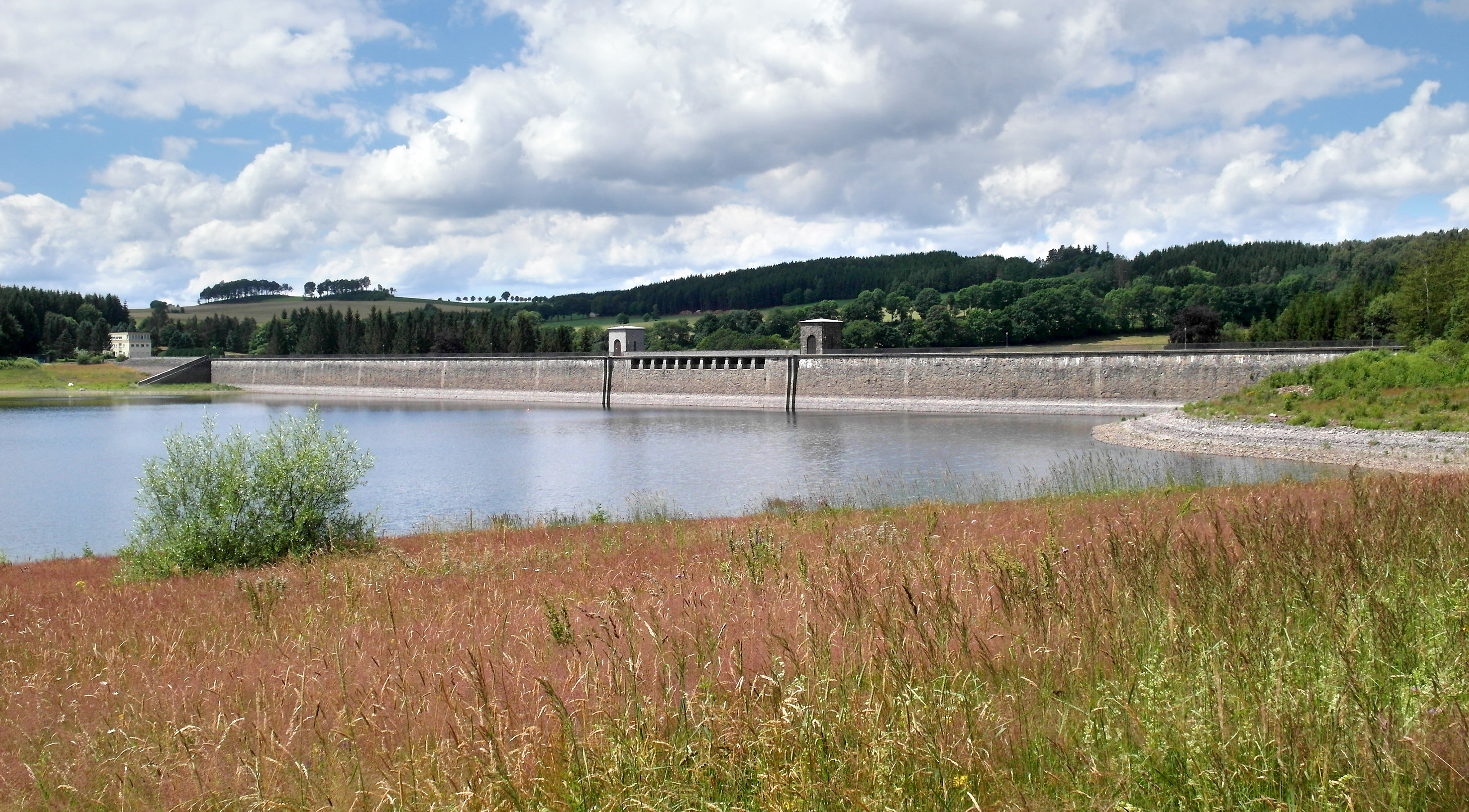
Staumauer der Talsperre Lehnmühle

Die Staumauer der Talsperre Lehnmühle war eine der ersten geraden Bruchsteinmauern in Europa. Sie ist bis heute die einzige gerade Gewichtsstaumauer aus Bruchsteinen in den Neuen Bundesländern. Sie ist eine „große Talsperre“ nach ICOLD-Kriterien.

## Nutzung
Im Verbund mit der Talsperre Klingenberg dient die Talsperre Lehnmühle vorrangig der Trinkwasserversorgung von Dresden, zusätzlich auch dem Hochwasserschutz und in geringem Maße der Stromerzeugung.
Die Talsperre ist mit einem ca. 100 Meter breiten Schutzwald aus Nadelbäumen umgeben (Laubholzarten konnten wegen der Verschmutzungsgefahr durch Laubfall und Verwesung nicht angepflanzt werden). Um das Talsperrensystem Klingenberg-Lehnmühle besteht zudem ein knapp 90 km2 großes Trinkwasserschutzgebiet (Gebietsnummer T-5370019), davon entfallen ca. 60 km2 auf die Talsperre Lehnmühle, deren Schutzgebiet bis in die Tschechische Republik hineinreicht.
Von der Talsperre Lehnmühle führt ein Lehrpfad mit 16 Informationstafeln bis zur Talsperre Klingenberg.
Aus Gründen des Trinkwasserschutzes sind Baden und Freizeitsport im Stausee verboten. Angeln ist unter Beachtung der wasserwirtschaftlichen Einschränkungen möglich.

## Galerie

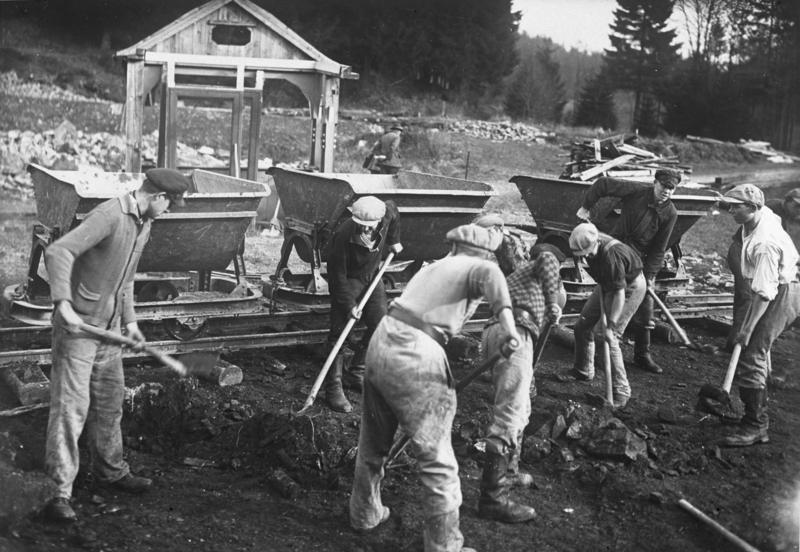
Freiwilliger Arbeitsdienst des Reichsbanners an der Talsperre im Dezember 1931
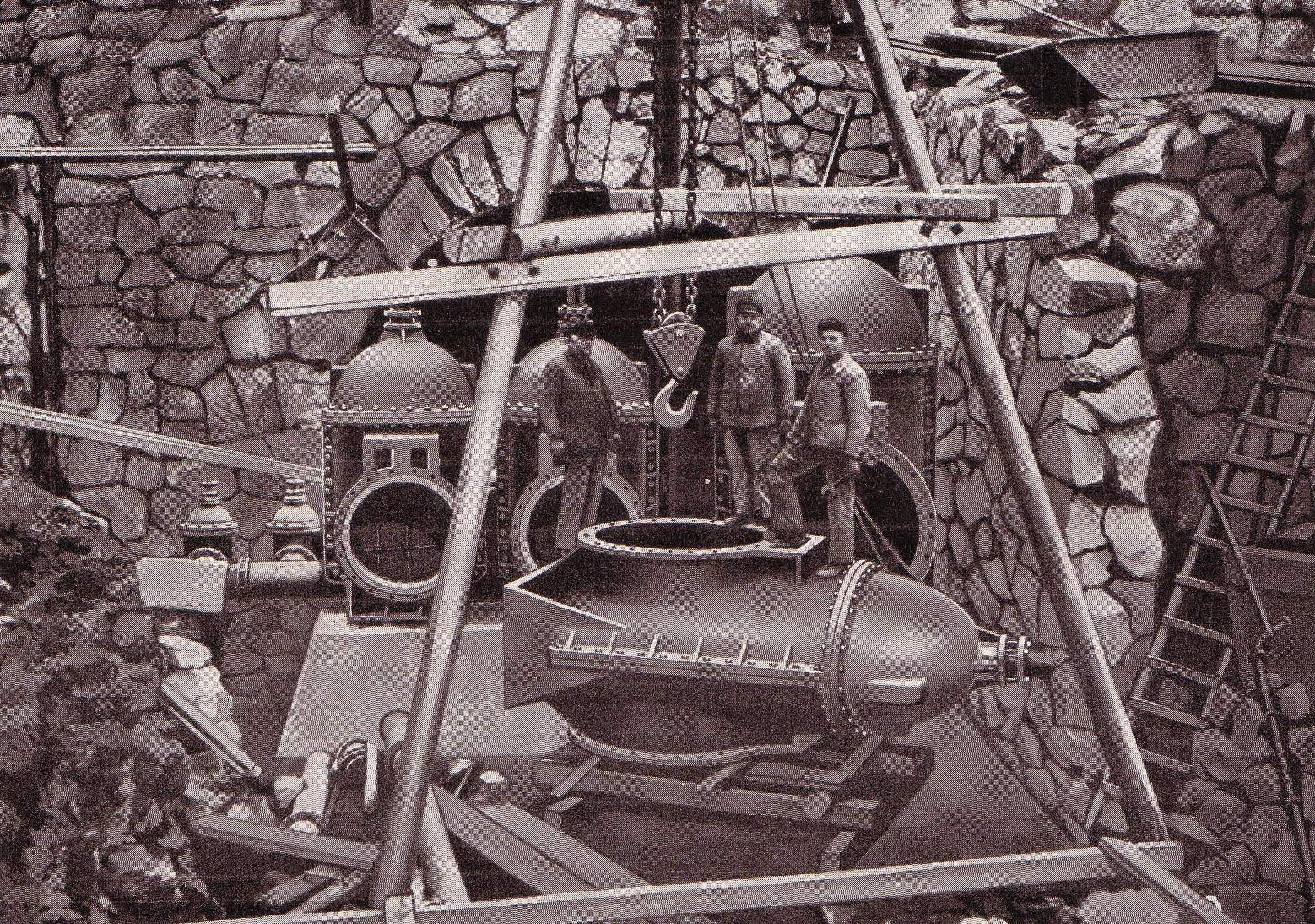
Einbau von Talsperrenschiebern durch die Polte-Werke
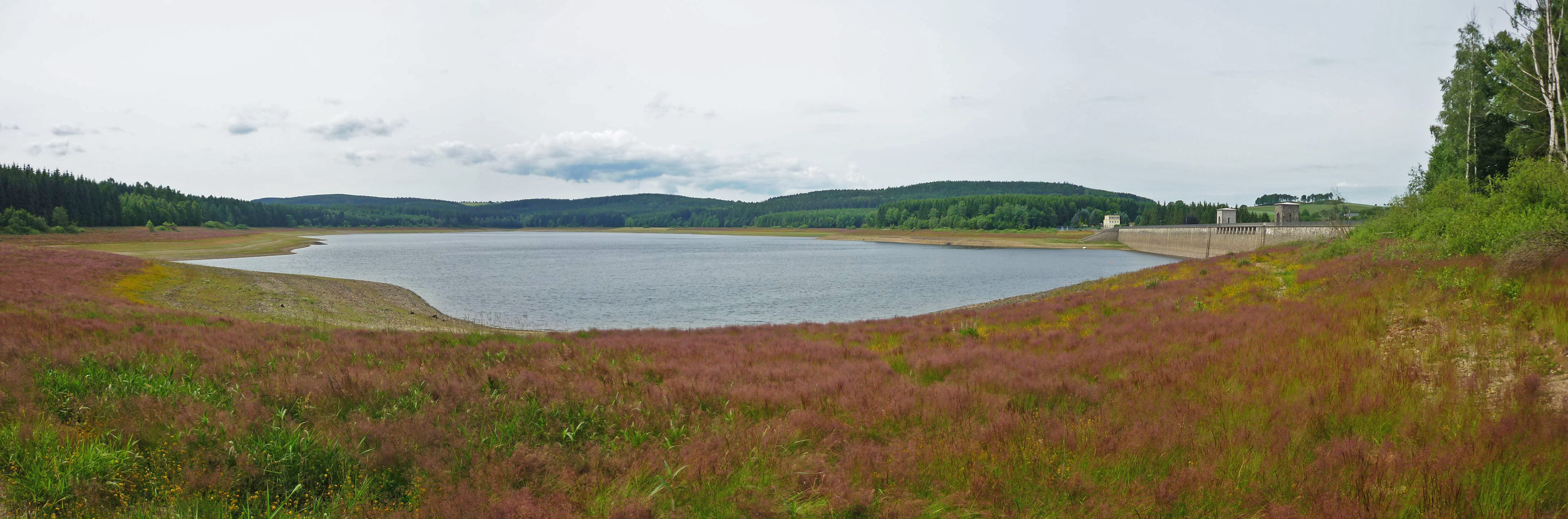
Blick über die Talsperre
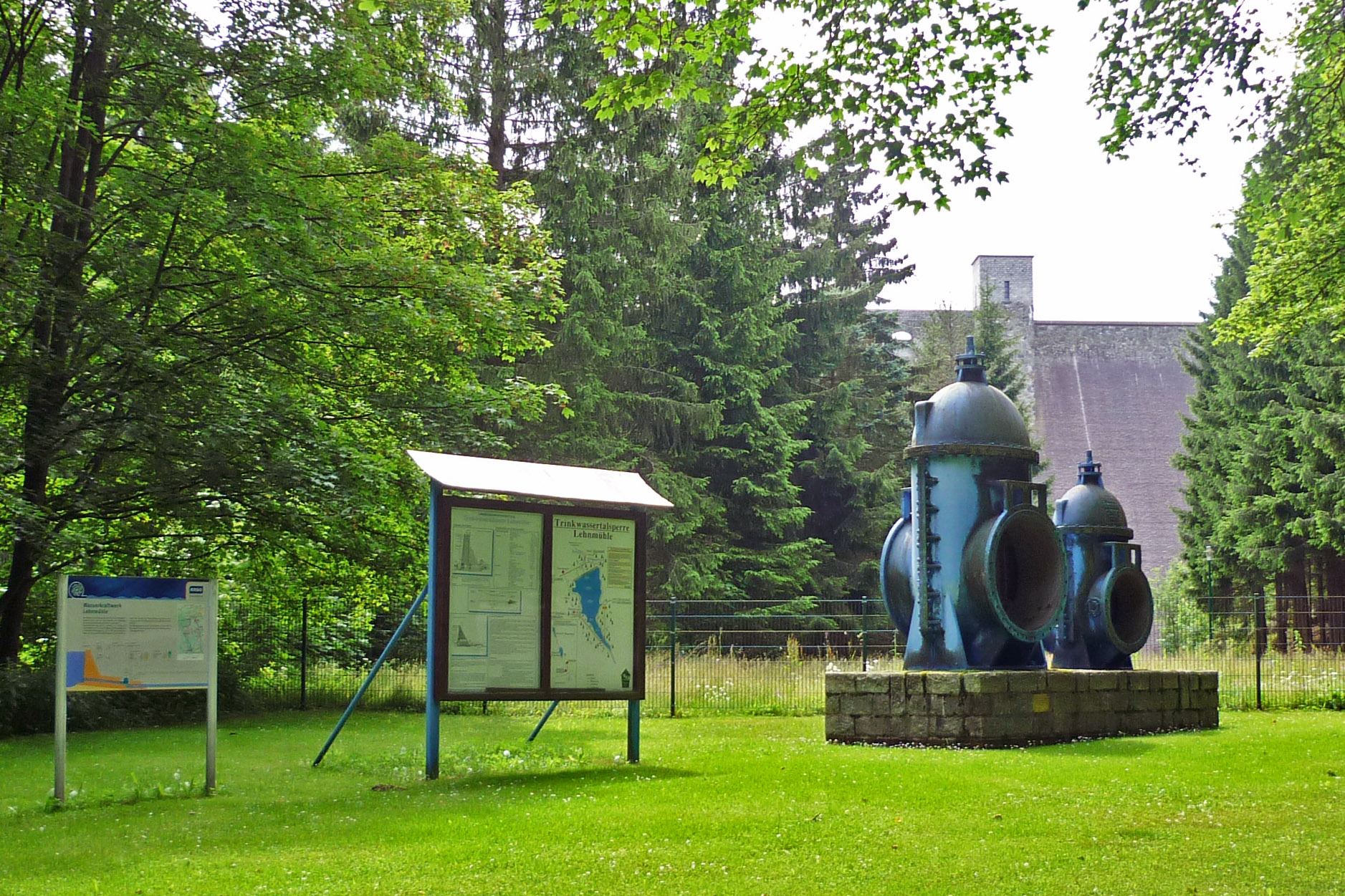
Ausgebaute Absperrschieber der Trinkwasserleitung unterhalb der Staumauer
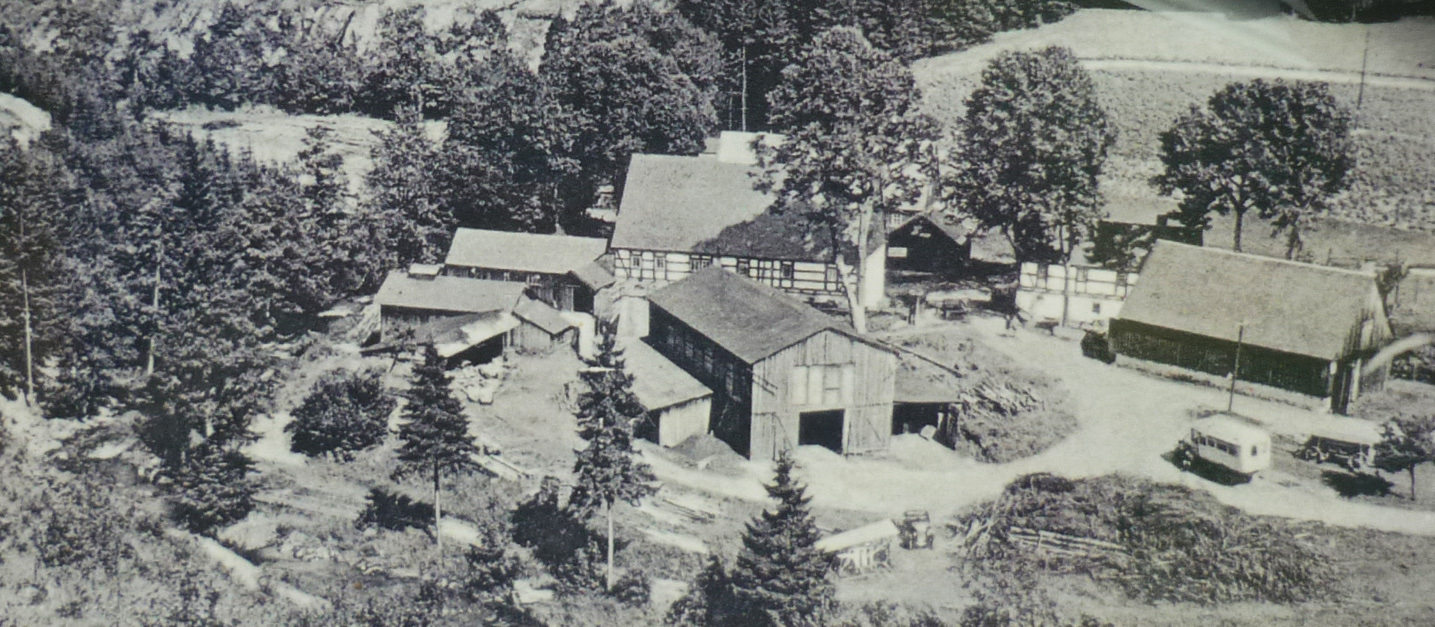
Namensgebende alte Lehnmühle
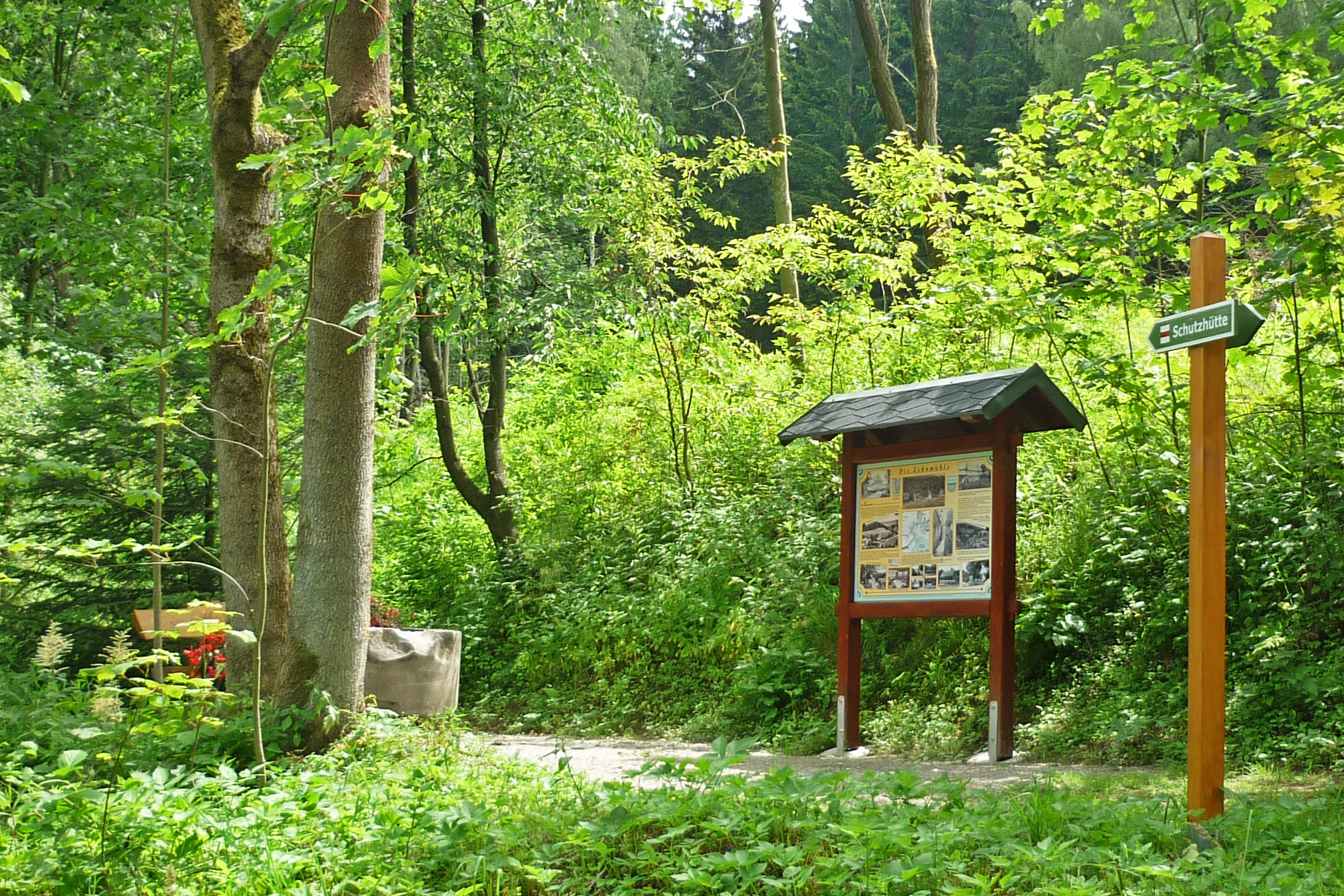
Rastplatz am ehemaligen Standort der Lehnmühle
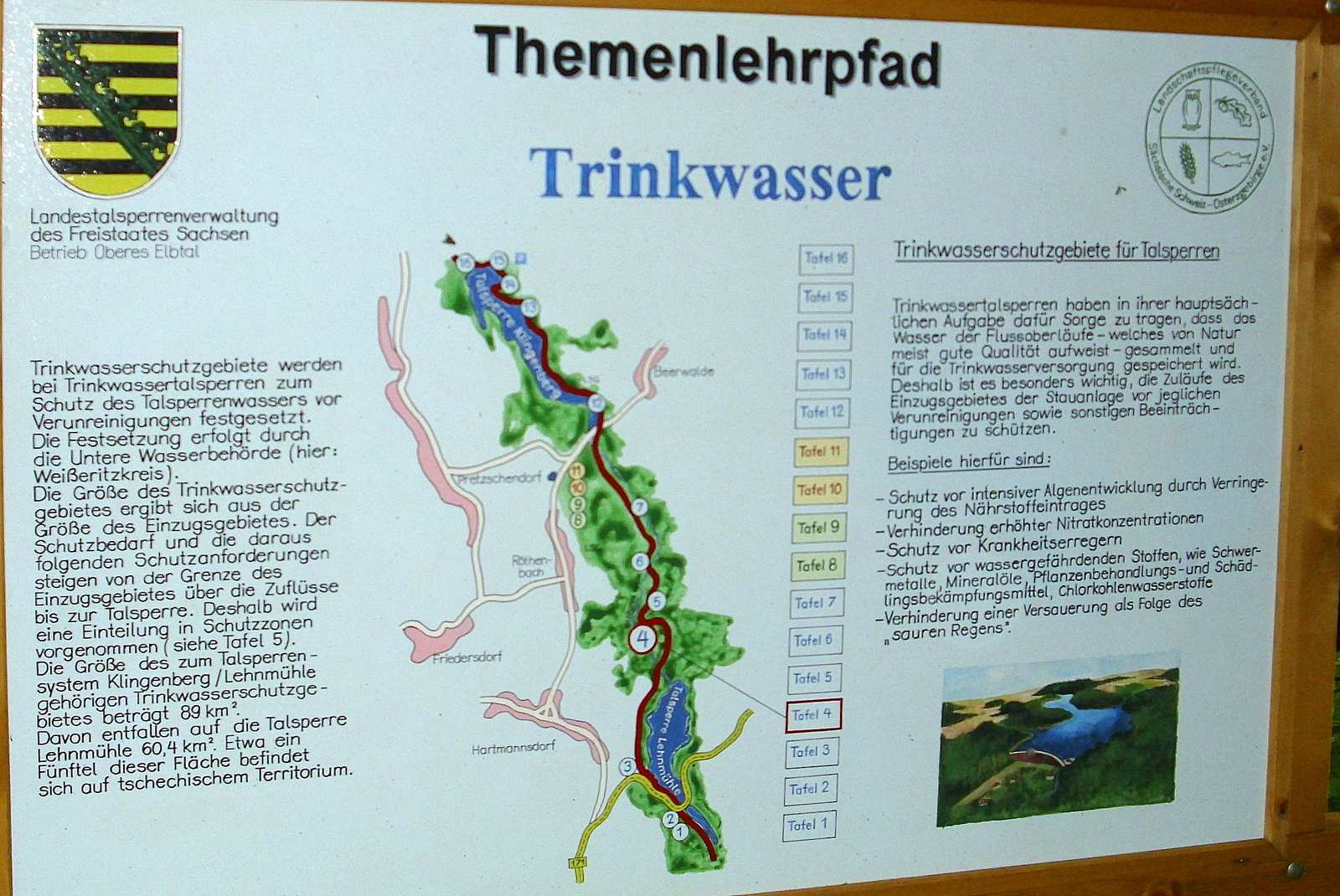
Informationstafel des Lehrpfades
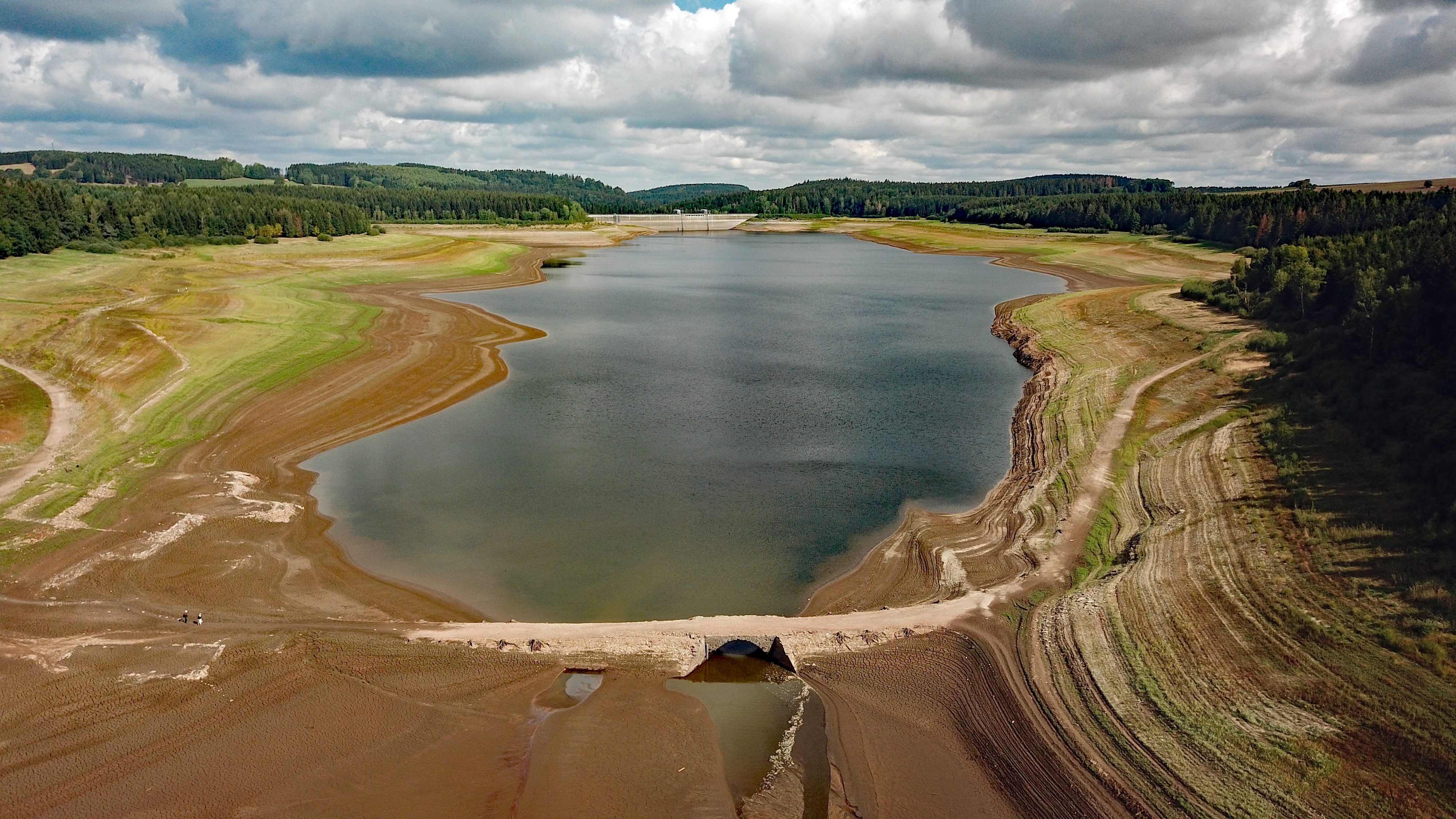
Extrem niedriger Wasserstand Ende August 2018 mit sichtbar gewordener Brücke von Steinbrückmühle